# Joop Zoetemelk
Joop Zoetemelk, celým jménem Hendrik Gerardus Joseph Zoetemelk (* 3. prosince 1946 Haag) je bývalý nizozemský silniční cyklista. Byl prvním závodníkem v historii, který vyhrál olympiádu i Tour de France. V roce 2003 byl na oslavách 75. výročí založení nizozemské cyklistické asociace vyhlášen nejlepším nizozemským cyklistou všech dob.
Jako amatér byl členem vítězného týmu v časovce družstev na OH 1968 a vyhrál celkovou klasifikaci Tour de l'Avenir 1969. Po přestupu k profesionálům se stal trojnásobným vítězem závodu Paříž–Nice (1974, 1975, 1979) a dvojnásobným vítězem Paříž-Tours (1977, 1979). Na Tour de France zvítězil v roce 1980 a šestkrát byl druhý (1970, 1971, 1976, 1978, 1979 a 1982), vyhrál Vueltu 1979. Na Giro d'Italia nikdy nestartoval. Vyhrál také závod Tour de Romandie 1974 a Amstel Gold Race 1978. V roce 1985 se stal v Giavera del Montello mistrem světa v silničním závodě profesionálů.
V roce 1983 měl při Tour de France pozitivní dopingový test.
Po ukončení kariéry pracoval jako manažer týmu Rabobank, od roku 2006 provozuje s manželkou hotel ve francouzském Meaux. Jeho syn Karl Zoetemelk závodil na horském kole. V obci Rijpwetering byla postavena Zoetemelkova socha, v Nizozemsku je po něm také pojmenován závod Joop Zoetemelk Classics.